# Rapace (Battlestar Galactica)
Pour les articles homonymes, voir Rapace (homonymie).
 (mai 2014).
Le rapace (Raptor dans la version originale) est un modèle de vaisseau spatial militaire multirôle dans la série télévisée Battlestar Galactica.

## Missions
Il est l'un des vaisseaux les plus importants et utiles de la Flotte coloniale. Chaque battlestar en emporte un certain nombre. Petit et maniable, pouvant voler dans l'espace et dans l'atmosphère, atterrissant dans un mouchoir de poche, le rapace est un vaisseau à tout faire.
Sa principale fonction est le contrôle DRADIS (radar) et la guerre électronique. En cela, le rapace est en quelque sorte une version futuriste de l'avion américain Grumman EA-6 Prowler. Il dispose de systèmes d'écoutes, de brouillages et peut assister les chasseurs rapides Vipers avec sa couverture DRADIS. Grâce à ces capacités, et au fait qu'il est équipé d'un moteur PRL, le rapace est aussi un vaisseau de reconnaissance parfait, et il possède une signature radar minimale. 
Les chasseurs Viper étant rarement équipés d'armement autre que les mitrailleuses de base, ce sont notamment les rapaces qui assurent la mise en œuvre des missiles. Ainsi on peut voir plusieurs rapaces équipés de lance-missiles. Ils sont notamment utilisés dans cette configuration dans les derniers épisodes de la saison 4, où ils disposent de missiles nucléaires. 
De plus, le rapace est à décollage et atterrissage vertical, et peut transporter environ 8 passagers. Il peut donc accomplir toutes les missions confiés aux hélicoptères dans le monde réel : missions de sauvetages, missions de transport et de récupération d'unités militaires d'assaut, de convoyage de personnalités.

## Opérations
Entre autres, les rapaces furent utilisés lors de l'exploration de la planète Kobol, lors de l'assaut des Marines du Galactica contre le Colonial Un, et dans toutes les batailles contre les cylons pour assurer la couverture radar. 
Le pilote de rapace le plus célèbre est Sharon Valerii.

## Caractéristiques

### Dimensions
- Longueur : 8,53m
- Envergure : 5,59m
- Hauteur: 2,90m

La masse d'un rapace se situe approximativement aux alentours de 50 tonnes d'après les dires de Sharon Valerii au cours de l'épisode pilote.

### Propulsion
- 2 moteurs subluminiques
- un petit moteur PRL
- petits moteurs latéraux

### Armement
- Missiles air-air (autodéfense)
- Divers drones de reconnaissances et de détection
- Tout emport possible suivant reconfiguration (incluant missiles à tête nucléaire)

### Équipage
- Un pilote et un officier chargé du radar et des systèmes électroniques
- Éventuellement un copilote et des passagers (8 au maximum)